# Джен-Фил-Вилидж (Флорида)
Джен-Фил-Вилидж (англ. Jan Phyl Village) — статистически обособленная местность, расположенная в округе Полк (штат Флорида, США) с населением в 5633 человека по статистическим данным переписи 2000 года.

## География
По данным Бюро переписи населения США статистически обособленная местность Джен-Фил-Вилидж имеет общую площадь в 12,43 квадратных километров, из которых 12,17 кв. километров занимает земля и 0,26 кв. километров — вода. Площадь водных ресурсов округа составляет 2,09 % от всей его площади.
Статистически обособленная местность Джен-Фил-Вилидж расположена на высоте 47 м над уровнем моря.

## Демография
| Год переписи        | Нас. |  | %±     |
| ------------------- | ---- |  | ------ |
| 1970                | 1340 |  | —      |
| 1980                | 2785 |  | 107,8% |
| 1990                | 5308 |  | 90,6%  |
| 2000                | 5633 |  | 6,1%   |
| 1970–2000 Источник: |      |  |        |

По данным переписи населения 2000 года в Джен-Фил-Вилидж проживало 5633 человека, 1573 семьи, насчитывалось 1947 домашних хозяйств и 2033 жилых дома. Средняя плотность населения составляла около 453,18 человека на один квадратный километр. Расовый состав населённого пункта распределился следующим образом: 75,84 % белых, 16,90 % — чёрных или афроамериканцев, 0,23 % — коренных американцев, 1,95 % — азиатов, 2,73 % — представителей смешанных рас, 2,34 % — других народностей. Испаноговорящие составили 7,01 % от всех жителей статистически обособленной местности.
Из 1947 домашних хозяйств в 41,6 % воспитывали детей в возрасте до 18 лет, 60,6 % представляли собой совместно проживающие супружеские пары, в 15,2 % семей женщины проживали без мужей, 19,2 % не имели семей. 14,8 % от общего числа семей на момент переписи жили самостоятельно, при этом 5,9 % составили одинокие пожилые люди в возрасте 65 лет и старше. Средний размер домашнего хозяйства составил 2,89 человек, а средний размер семьи — 3,17 человек.
Население статистически обособленной местности по возрастному диапазону по данным переписи 2000 года распределилось следующим образом: 30,0 % — жители младше 18 лет, 9,5 % — между 18 и 24 годами, 29,5 % — от 25 до 44 лет, 22,2 % — от 45 до 64 лет и 8,9 % — в возрасте 65 лет и старше. Средний возраст жителей составил 33 года. На каждые 100 женщин в Джен-Фил-Вилидж приходилось 90,9 мужчин, при этом на каждые сто женщин 18 лет и старше приходилось 89,1 мужчин также старше 18 лет.
Средний доход на одно домашнее хозяйство статистически обособленной местности составил 41 219 долларов США, а средний доход на одну семью — 45 958 долларов. При этом мужчины имели средний доход в 30 117 долларов США в год против 21 072 доллара среднегодового дохода у женщин. Доход на душу населения статистически обособленной местности составил 41 219 долларов в год. 5,6 % от всего числа семей в населённом пункте и 8,5 % от всей численности населения находилось на момент переписи населения за чертой бедности, при этом 14,9 % из них были моложе 18 лет и 1,8 % — в возрасте 65 лет и старше.